# Вільям Брімнер
Вільям Брімнер (англ. William Brymner; 1855-1925) - канадський художник та педагог шотландського походження.

## Біографія
Народився 14 грудня 1855 року в Грінокі, Шотландія. Його батько — Дуглас Брімнер (англ. Douglas Brymner) — працював у державному департаменті бібліотек та архівів Канади, мати — Жан Томсон (англ. Jean Thomson).
У 1857 році вся сім'я переїхала в місто Мельбурн провінції Нижня Канада, а в 1864 році переїхала до Монреаля. Після вивчення тут архітектури, Брімнер вступив у 1878 році в Академію Жюлиана (Париж), де його наставниками були Вільям Бугро і Тоні Роберт-Флері. Відвідуючи Паризькі салони, Брімнер зацікавився роботами Жана-Луї Месонье. Деякий час жив і працював в Йоркширі. У 1886 році, після перебування в Парижі, він оселився в Монреалі.
Крім власної художньої роботи, Вільям Брімнер займався педагогічною діяльністю — у нього вчилися багато членів групи живописців «Бівер Холл». У 1886—1921 був директором класів в Художньому інституті в Монреалі. У 1883 році він став асоційованим членом Королівської канадської академії мистецтв (англ. Royal Canadian Academy of Arts), віце-президентом якої був в 1907 році і президентом — в 1909—1917 роках.
У 1916 році Брімнер був удостоєний ордена Святого Михайла і Святого Георгія.
Помер 18 червня 1925 року в місті Волласі, Мерсісайд, Англія.

## Праці
Роботи Брімнера експонувалися в галереї L'Art français. Вони знаходяться в багатьох музеях і приватних колекціях.

Деякі роботи
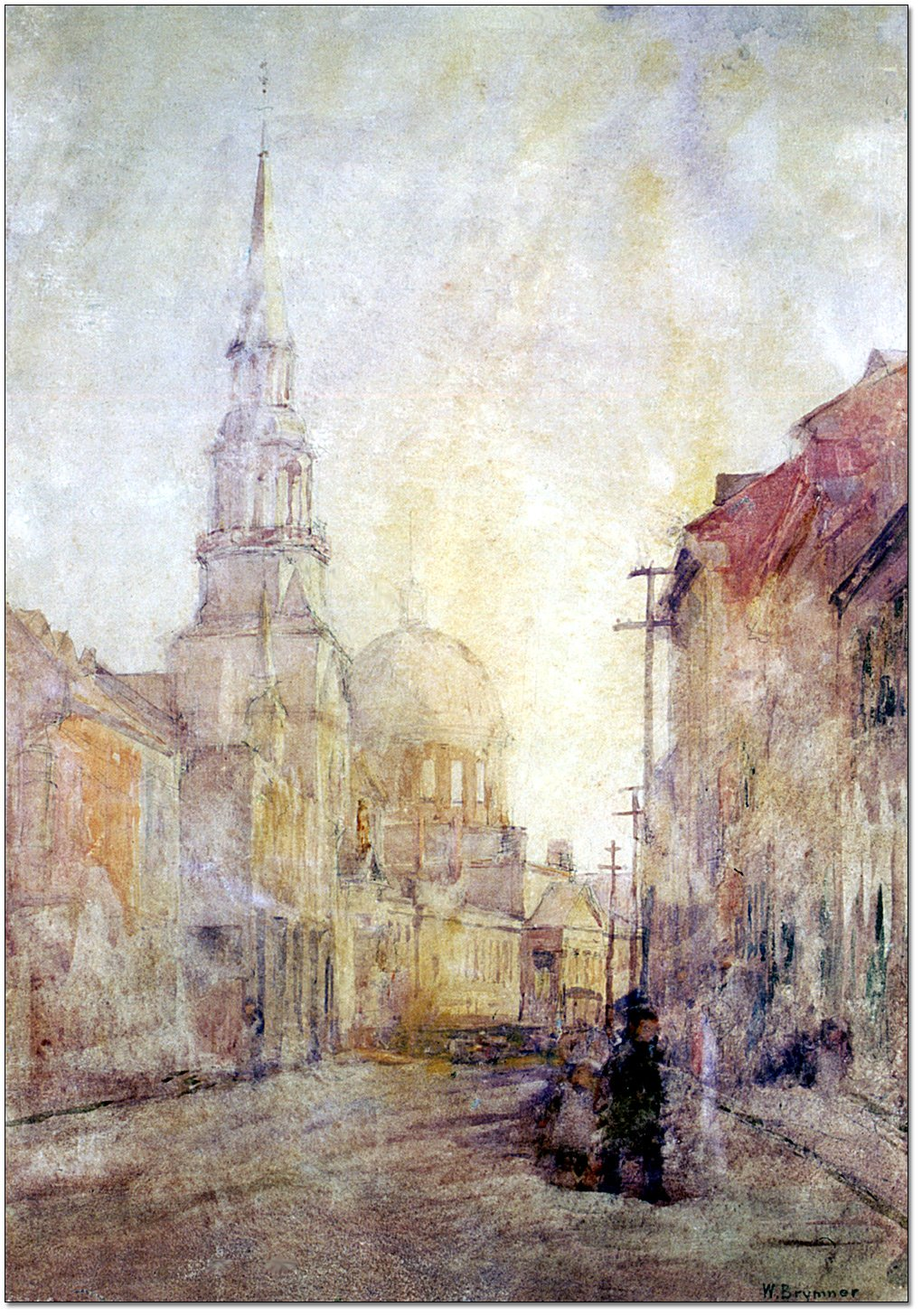
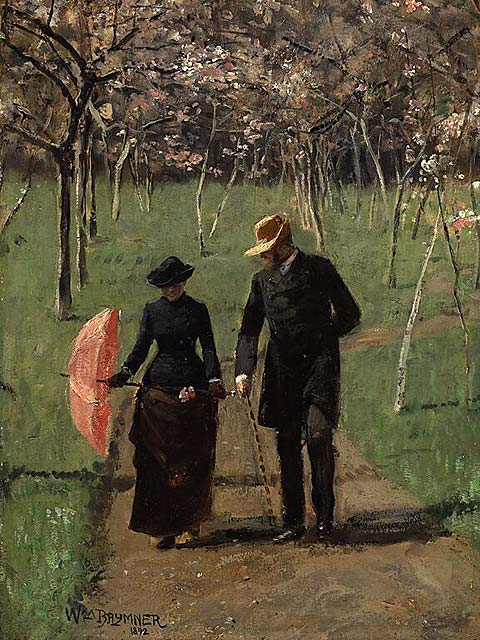
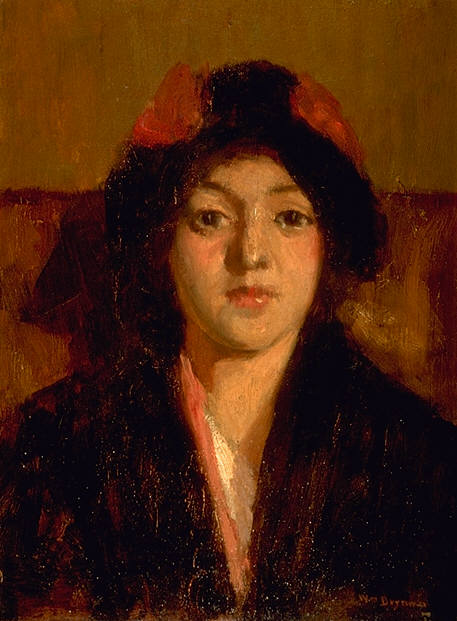